# Gunnel Mauritzson
Gunnel Mauritzson, född 23 april 1961, är en svensk folkmusik- och jazzsångerska. Hon är också kompositör och pedagog.
Gunnel Mauritzson växte upp i en musikalisk familj på Gotland och sjöng i folkmusikgruppen Gunnfjauns kapell 1985–99. Hon är utbildad på Kungliga Musikhögskolan i Stockholm och är lärare i folklig sång på Kungliga Musikhögskolan och Musikhögskolan Ingesund.
Hon leder Gunnel Mauritzson Band med Christian Jormin (slagverk och piano), Jonas Knutsson (saxofon), Stefan Wingefors (bas, dragspel och piano). Gunnel är också medlem i folkmusiktrion Nåra tillsammans med fiolspelmannen Björn Ståbi och dragspelaren Bengan Janson.

## Priser och utmärkelser
- 2001 – SKAP:s jubileumsstipendium för folkmusiker med motiveringen: ”Gunnel Mauritzson gör musik som på ett självklart sätt länkar mellan himmel och jord – vardag och kärlek”.[1]
- 2002 – Lars Gullin-priset[2]
- 2003 – Stockholms läns landstings kulturstipendium[3]
- 2009 – Manifestpriset för bästa cd inom folkmusik/visa för albumet Det som sker… [4]

## Diskografi
- 1986 – Gåttar äi vällingi med gruppen Gunnfjauns Kapell (Sjelvar Records SJELP2)
- 1989 – Dammet lättar med Gunnfjauns Kapell (Sjelvar Records SJELP6)
- 1990 – Octavox (Imogena IGCD013)
- 1991 – Sjelvar med Gunnfjauns kapell (Sjelvar Records SRCD7)
- 1994 – Naudljaus med Gunnfjaus kapell (Sjelvar Records SJECD9)
- 1995 – Rosor på Burgen: Gotländska artister tolkar Gustaf Larsson (Sandkvie SRCD02)
- 1996 – Silhuette med Gunnel Mauritzson Band (Sandkvie SRCD04)
- 1997 – Mahala! med gruppen Orientexpressen (Sjelvar Records SJECD11)
- 1998 – Volund med Gunnfjauns Kapell och Allmänna Sången Visby (Sjelvar Records SJECD12)
- 1999 – Nåra med Björn Ståbi och Bengan Janson (Caprice CAP21753)
- 2001 – Åter med Gunnel Mauritzson Band (MNW XOUCD131)
- 2003 – Raisu äut (MNW XOUCD138)
- 2004 – Remembering Lars Gullin (Jam JAMCD009)
- 2006 – Om med gruppen Nåra med Björn Ståbi och Bengan Janson (Caprice CAP21753)
- 2008 – Det som sker… med Gunnel Mauritzson Band (Sandkvie Records SRCD13)